# Frankenfelde (Luckenwalde)
Frankenfelde ist ein Ortsteil der Stadt Luckenwalde im Landkreis Teltow-Fläming in Brandenburg.

## Lage
Der ursprünglich als Angerdorf entstandene Ort liegt nordwestlich des Stadtzentrums. Westlich grenzt der Ortsteil Ruhlsdorf der Gemeinde Nuthe-Urstromtal an. Es folgen im Uhrzeigersinn der weitere Ortsteil Woltersdorf, das Stadtzentrum, der Luckenwalder Ortsteil Kolzenburg, das ehemalige Militärareal Forst Zinna (zu Jüterbog) sowie mit Frankenförde ein weiterer Ortsteil von Nuthe-Urstromtal. Während der nordwestliche Teil bewaldet ist, werden die verbleibenden Flächen hauptsächlich landwirtschaftlich genutzt. Auf die lange bäuerliche Tradition weist auch ein Scheunengürtel hin, der vom Anger ausgehend eine Grenze zwischen Dorf und Ackerfläche bildet und zu einem früheren Zeitpunkt zum Schutz des Ortes diente. Dazu tragen auch die beiden jeweils letzten Häuser am Dorfanger bei, die durch ihre besondere Lage den Abschluss des Angers bilden. Von dieser geschlossenen Siedlung hat sich in Richtung Gottsdorf in den letzten Jahren ein neues Wohngebiet gebildet; ebenso nach Luckenwalde.

## Geschichte

### 13. bis 16. Jahrhundert
Frankenfelde wurde 1285 erstmals urkundlich erwähnt, als Luckenwalde zusammen mit elf weiteren Dörfern, darunter auch Franckenfelde von den magdeburgischen Ministerialen Oltzo und Wedego von Richow an das Kloster Zinna verkauft wurde. Die Größe von Frankenfelde wurde dabei mit 62 Hufen angegeben, was in etwa 465 Hektar entsprach. Im Ort sollen zu dieser Zeit 34 Höfe bestanden haben, deren Einwohner von nun an neben Zinsen auch Hand- und Spanndienste leisten mussten. Hinzu kam der Zehnt. In der zweiten Hälfte des 13. Jahrhunderts errichteten Baumeister eine Feldsteinkirche. 1337 erschien Vrankenfelde in einer Urkunde. Zu dieser Zeit kam es im Jahr 1413 zu Plünderungen von marodierenden Rittern. Genannt werden Dietrich von Quitzow, Hans von Putlitz und Wichard von Rochow. 1417 suchten Ritter erneut den Ort heim und erschlugen den Krüger, Pfarrer und Glöckner. Auch in anderen Dörfern kam es zu vergleichbaren Übergriffen, woraufhin die Lehnschulzen erst im Jahr 1420 den Markgrafen Friedrichs I. aufforderten, den Schaden zu begleichen. Aus den vorliegenden Dokumenten des Schiedsgerichtes ist jedoch nicht ersichtlich, ob die Bauern entschädigt wurden. Über viele Jahrzehnte war der Ort landwirtschaftlich geprägt. Aus der Zeit um 1450 ist die Schaf- und Bienenzucht überliefert. Es wurde Hopfen, Flachs, Raps, Buchweizen und Hirse angebaut; die Bauern im Ort betrieben Viehzucht. Rund 30 Jahre später kamen die ersten Händler in den Ort und es ließen sich die ersten Handwerker nieder. Aus dem Jahr 1480 ist in einer Urkunde der Ort Franckenfelde genannt, in dem es neben dem Schulzen mit vier Lehnhufen, 18 Dreihufner, einen Krüger, 18 Kötter, einen Küster- und einen Pfarrhof sowie den Pfarrer gab, dem zwei Hufen zustanden.

### 16. bis 18. Jahrhundert
Um 1600 wurde im Ort die erste Schule eröffnet. Mit der Reformation endete auch die Herrschaft durch die Zisterzienser und Frankenfelde kam nach dem Dreißigjährigen Krieg zum Herzogtum Magdeburg. Pest, Krieg und Missernten hatten dem Dorf schwer zugesetzt. 1648 war der Ort nahezu wüst und es lebten lediglich noch vier Hüfner und acht Kötter im Ort. Nachdem der letzte Administrator Magdeburgs, August von Sachsen, im Jahr 1674 kinderlos verstarb, gelangte der Ort zum Amt Zinna. Frankenfelde erholte sich langsam und im Jahr 1684 siedelten bereits wieder 34 Güter mit einem Lehnschulzen, 18 Ganzhüfnern und 13 Kossäten im Ort. 1712 kam es zu einem großen Brand im Ort, bei dem auch das Schulgebäude zerstört wurde. 1727 lebten im Ort der Lehnschulze, 18 Hüfner, ein Halbhüfner und 14 Kossäten. 1730 errichtete ein Müller eine Windmühle, die bis in das 20. Jahrhundert bestand und an die im 21. Jahrhundert lediglich noch der Straßenname Mehlberg erinnert. Neues Leid brachte jedoch der Siebenjährige Krieg, als österreichische Soldaten das Dorf 1756 plünderten.

### 19. Jahrhundert
Das neue Jahrhundert begann mit den Befreiungskriegen, in denen auch die Frankenfelder Opfer bringen mussten. Zu Beginn des 19. Jahrhunderts profitierte der Ort jedoch auch von der neu entstehenden Industrie im benachbarten Luckenwalde. Aus dem Jahr 1837 sind in Frankenfelde 42 Wohnhäuser überliefert. Es arbeiteten zwei Schneidermeister, ein Tischlermeister sowie ein Grobschmiedemeister. Darüber hinaus gab es eine Windmühle, einen Webstuhl, einen Krug sowie 19 und 13 weibliche Dienstboten. 1854 kam es erneut zu einem großen Brand, bei dem annähernd alle Gebäude im Ort zerstört wurden.
Im Zuge der Separation der Feldmark wurden 1858 im Ort 3352 Morgen Land bewirtschaftet. Davon entfielen 42 auf die Gehöfte, 30 auf Gartenland, 2000 auf Ackerland sowie 200 Morgen auf Wiese, 400 Morgen auf Weide und 680 Morgen Wald. Es gab 57 Wohn- und 111 Wirtschaftsgebäude. 1876 führte eine Neuregelung der Tabakbesteuerung dazu, dass zahlreiche Bauern diesen landwirtschaftlichen Zweig aufgaben, da sich der Ertrag nicht mehr lohnte. Um 1880 erstellten die Schullehrer eine erste Chronik des Ortes, die jedoch bislang als verschollen gilt. In den Jahren 1895/1896 gab es im Ort einen Lehnschulzen, 17 Hüfner, einen Halbhüfner, 13 Kötter, sechs Büdner sowie einen weiteren Büdner, der auch als Schmied tätig war. Hinzu kam ein Mühlenbesitzer, ein Jagdpächter, ein Wildwärter, ein Gastwirt sowie einen Lehrer und einen Pfarrer. Im Ort lebten zu dieser Zeit 473 Einwohner.

### 20. Jahrhundert

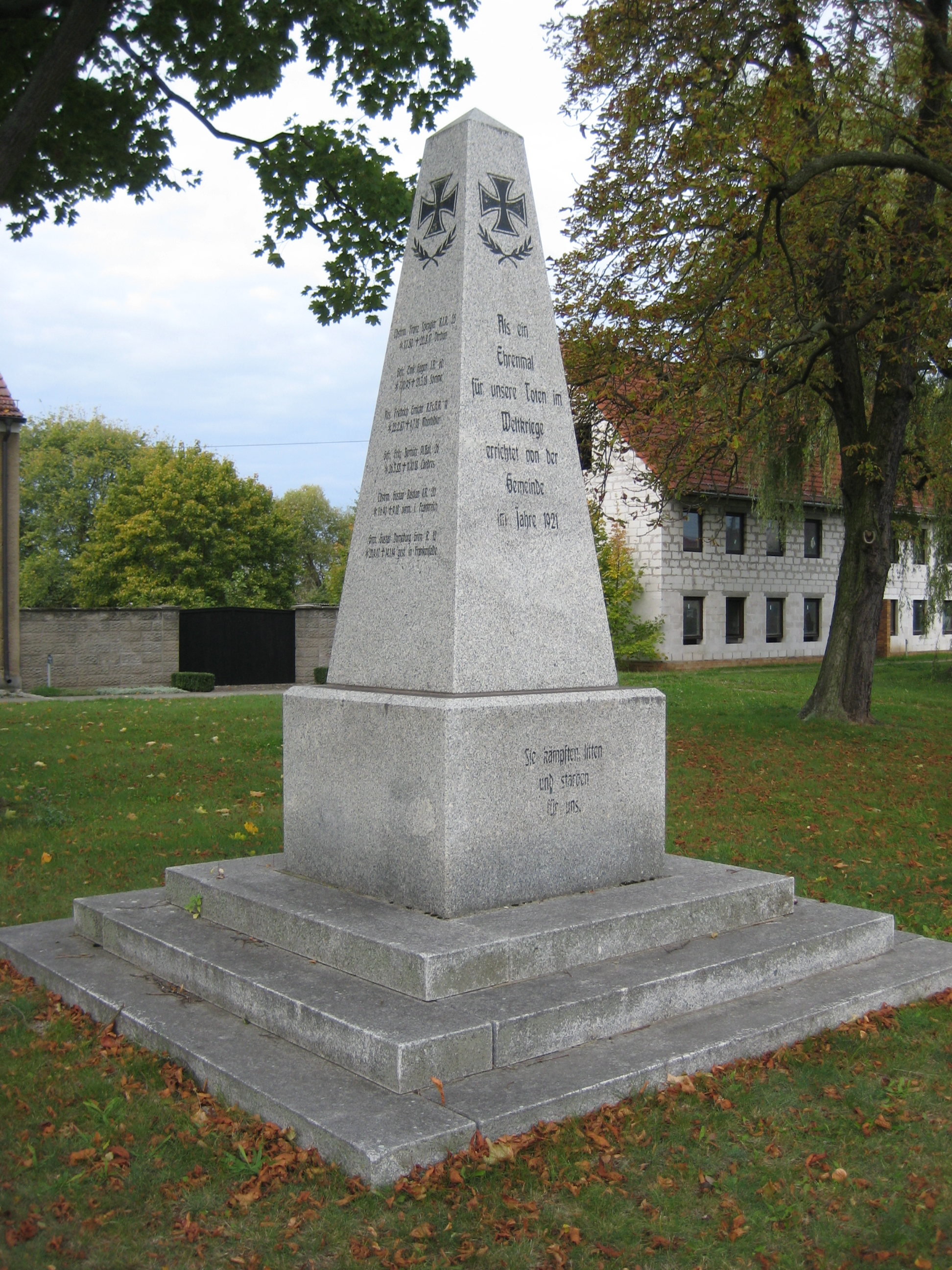
Gedenkmal für die Gefallenen der Weltkriege

1905 errichteten Handwerker ein neues Schulgebäude. 1911 wurde die Chaussee nach Luckenwalde ausgebaut. Im Ersten Weltkrieg mussten 51 Männer aus dem Ort in den Krieg ziehen; 15 von ihnen kehrten nicht zurück. 1920 erhielt der Ort den Anschluss an die Elektrizität. 57 Einwohner schlossen sich zu einer Genossenschaft der Landelektrizität zusammen und betrieben das elektrische Netz. Zahlreiche Maschinen, insbesondere im Handwerk und der Landwirtschaft, konnten nun elektrisch betrieben werden. In der Zeit des Nationalsozialismus entstanden im Ort zahlreiche Vereine und Chöre; 1934 gründete sich die Freiwillige Feuerwehr. Nach dem Ende des Zweiten Weltkrieges, bei dem 20 Frankenfelder starben, gründete sich 1946 eine Ortsgruppe der Vereinigung der gegenseitigen Bauernhilfe. Durch Umsiedler stieg die Einwohnerzahl auf bis zu 559 Personen im Jahr 1946 an. Die vorhandenen Ländereien wurden durch die Bodenreform neu verteilt, Großbauern enteignet. Im September 1952 schloss die Schule. Die Kinder des Ortes gehen seit dieser Zeit nach Luckenwalde zum Unterricht. 1955 schlossen sich die Bauern in Frankenfelde zu einer LPG Typ III mit 11 Mitgliedern zusammen, die gemeinsam 117 Hektar Land bewirtschaften. Der Druck auf die verbliebenen Bauern nahm zu, bis sich alle Bauern Frankenfeldes mit Wirkung zum 1. April 1960 in der neuen LPG Deutsch-Sowjetische-Freundschaft zusammenschlossen. Sie betrieben eine gemeinsame Tierhaltung, für die an einer Anhöhe nördlich des Dorfes 1962 ein Schweinestall errichtet wurde. 1964 lebten 420 Einwohner im Ort; die Kinder wurden mit dem Bus zur Schule nach Zülichendorf gefahren. In den darauffolgenden Jahren zogen zahlreiche Bewohner nach Luckenwalde und andere Städte. Die Zahl der Einwohner sank auf 372 Personen im Jahr 1971. Die LPGn wurden in Kooperative Abteilung Pflanzenproduktionen weiterentwickelt. Ein Jahr später schlossen sich die verbliebenen LPGen in Frankenfelde, Frankenförde und Gottsdorf zusammen und spezialisierten sich auf die Produktion von Milch. Die Einwohnerzahl sank jedoch weiter und betrug im Jahr 1981 noch 330 Personen. 1985 feierte der Ort sein 700-jähriges Bestehen. 1987 erhielt der Ort einen Anschluss an eine zentrale Trinkwasserversorgung; 1993 an ein zentrales Gasnetz. 1993 wurde Frankenfelde nach Luckenwalde eingemeindet.

### 21. Jahrhundert
Im Jahr 2001 begannen die Abwasserbetriebe mit der Verlegung eines Netzes. Dabei wurden zahlreiche archäologische Funde sichergestellt, die eine Besiedlung des Ortes bereits zur slawischen Zeit nachwiesen. Ein Jahr später begannen Arbeiten an der Bundesstraße 101, bei der weitere Funde gemacht wurden. 2010 feierte der Ort sein 725-jähriges Jubiläum. 2018 und 2019 modernisierten Handwerker das Gemeindehaus. Es wurde am 15. Juni 2019 nach einer Teilfertigstellung der Öffentlichkeit übergeben. Gleichzeitig feierte die Freiwillige Feuerwehr ihr 85-jähriges Bestehen.

## Kultur und Sehenswürdigkeiten

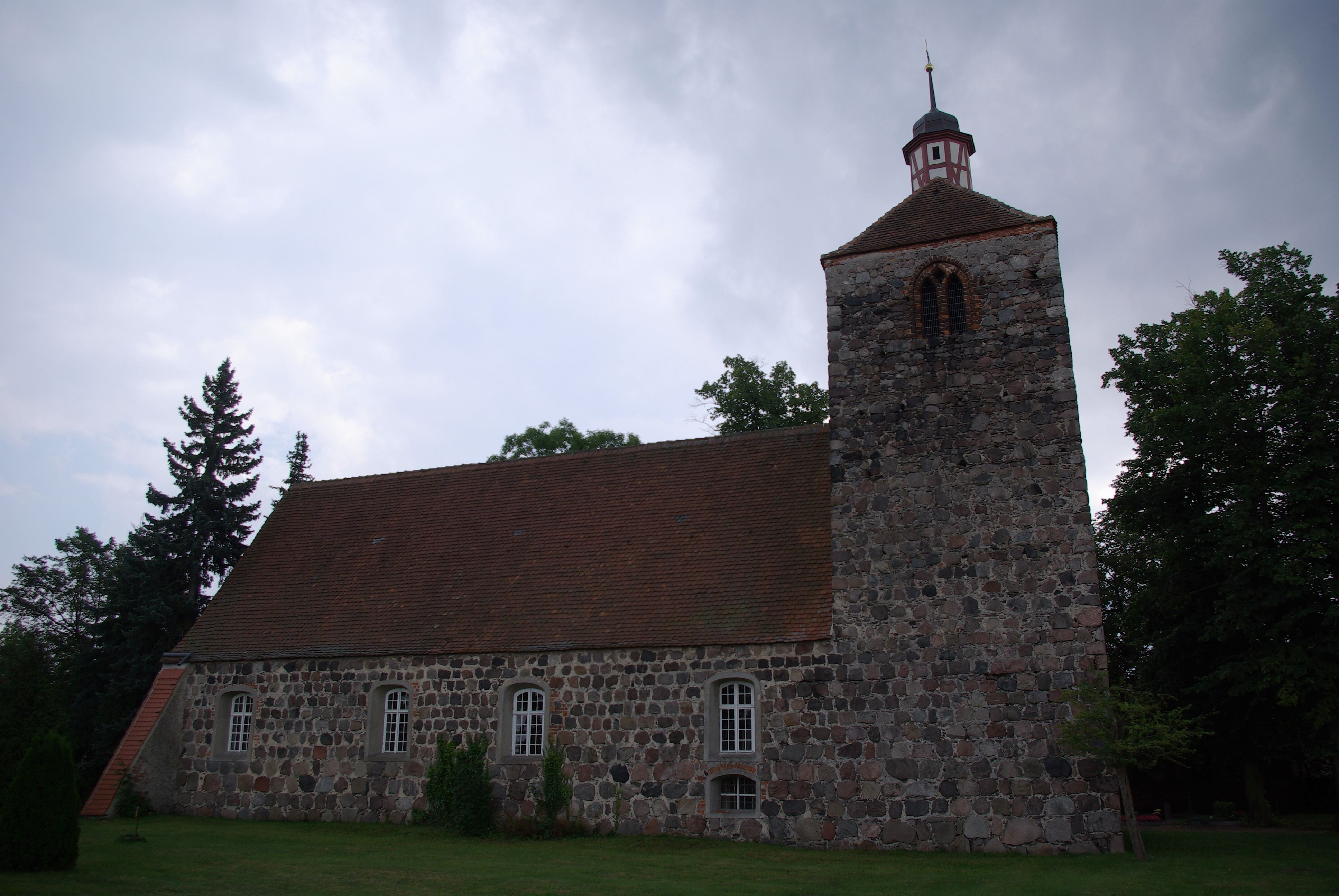
Dorfkirche Frankenfelde

- Die Dorfkirche Frankenfelde ist eine Feldsteinkirche aus der zweiten Hälfte des 13. Jahrhunderts. Im Innenraum steht unter anderem ein polygonaler Kanzelkorb aus der Zeit um 1700.
- Einmal im Jahr findet ein Dorffest statt.
- In der Liste der Baudenkmale in Luckenwalde sind für Frankenfelde vier Baudenkmale aufgeführt.
- In der Liste der Naturdenkmale in Luckenwalde sind für Frankenfelde vier Naturdenkmale aufgeführt.
- In der Liste der Bodendenkmale in Luckenwalde sind für Frankenfelde sechs Bodendenkmale aufgeführt.

## Politik, Wirtschaft und Infrastruktur

### Politik
Im Ort existiert ein Ortsbeirat bestehend aus drei Personen. Für die Wahlperiode 2019 bis 2024 wurde Susanne Schöpke als Ortsvorsteherin gewählt. Ihr Stellvertreter ist Ronald Gottschalk, das weitere Mitglied ist Matthias Neumann.

### Wirtschaft
Die Gemeinde hat ein Gewerbegebiet Frankenfelder Berg ausgewiesen, das sich im südöstlichen Teil der Gemarkung befindet. Dort befinden sich Möbel- und Baumärkte, Autohäuser und andere Dienstleister. Darüber hinaus sind ein Friseur, eine Fußpflege und eine Fingernagelmodelage ansässig. Kinder bis zum Alter von sechs Jahren können in einer Tagespflegestelle betreut werden. Außerdem existiert im Ort eine Tierpension.

### Verkehr
Der Ort besitzt einen direkten Anschluss an die Bundesstraße 101, die bogenförmig um Luckenwalde herumführt. Über die Landstraße 80 besteht weiterhin eine Verbindung nach Frankenförde. Die Buslinien 722 und 725 stellen Verbindungen nach Luckenwalde und Kemnitz her.